# Karnaki templom
A karnaki templomkomplexum az ókori Egyiptom egyik leghíresebb épületegyüttese, a világ egyik legnagyobb vallási kultuszhelyszíne. Egyiptom látnivalói közül csak a gízai piramisok vonzanak több látogatót. Több mint száz hektáron terül el és három nagy, elkerített templomkörzetet, valamint több kisebb templomot foglal magába. A három templomkörzetből Ámon-Ré főistené a legnagyobb, ettől délre felesége, Mut temploma áll, mellyel kosfejű szfinxekkel szegélyezett felvonulási út köti össze, északra pedig Théba ősi istenének, Montu hadistennek a templomát találjuk.
Építését a középbirodalom egyik fáraója, I. Szenuszert kezdte meg az i. e. 20. században, majd mintegy kétezer évig újabb és újabb elemekkel bővült. Az építkezés így legalább 30 fáraó uralkodásához köthető egészen a görög-római korig. Az ókorban Ipet szutnak („kiválasztott hely”) hívták, és Egyiptom újbirodalmi fővárosa, Théba mellett állt. Mai nevét al-Karnak faluról kapta, amely mellette található. A templom területe kétszerese a faluénak, ezért általában a templomot, nem pedig a falut értik Karnak alatt. A templomegyüttes a Nílus jobb partján áll (attól 500 m-re), kb. 2,5 km-nyire északra a luxori templomtól. Közöttük a környék teljesen beépült.

## Ámon-Ré templomkörzete

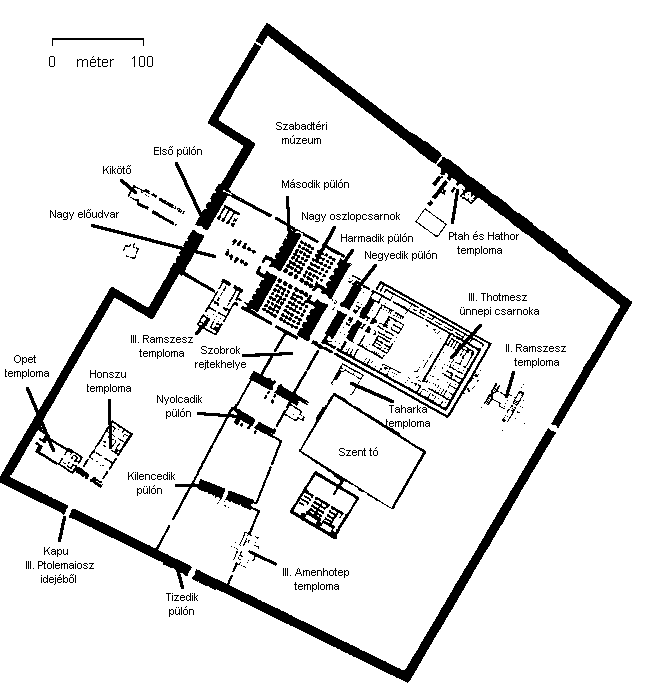
Ámon templomkörzete

### Ámon-Ré temploma
Ámon-Ré hatalmas temploma két tengely mentén épült fel az isten szentélykörzetében. Eredeti magja a kelet–nyugati tengely közepén épült egy szent dombon, ebből az irányból terjedt a templomot egykor a Nílussal összekötő csatorna rakpartja felé, ahonnan mai főbejárata nyílik (ezt II. Ramszesz építtette), illetve dél felé, ahol Mut szentélykörzete található. A bejárattól jobbra Hakórisz kápolnája áll, az első pülónig kosfejű szfinxekkel szegélyezett út vezet, a szfinxek a király szobrát tartják mancsuk közt. A templomnak összesen tíz pülónja van, a kelet–nyugati tengelyen összesen hat, míg az észak–déli tengelyen, mely a 3. és 4. pülónok közt csatlakozik a főtengelyhez, további négy. A templom az évszázadok alatt nagyrészt belülről kifelé bővült, a legrégebbi, ma is álló építmények a XVIII. dinasztia idején, I. Thotmesz által emeltetett 4. és 5. pülónok (i. e. 15. század eleje), de III. Thotmesz ezeknél beljebb is épített egy pülónt, a hatodikat. A legkülső, 1. pülónt a XXX. dinasztiabeli Nahthórhebit építtette az i. e. 4. században.
A templom ma álló legrégebbi részei az I. Thotmesz idején épült 4. és 5. pülón, valamint a kettő közti, egykor oszlopos tér, de itt is vannak későbbi kiegészítések, például Hatsepszut két gránitobeliszkje, melyek egyike még mindig áll. A hatodik pülónból, amelyet I. Thotmesz unokája, III. Thotmesz építtetett, kevés maradt fenn, de még látszik az általa meghódított déli, illetve északi népek listája a déli és az északi falon.
A templombelső ma megfigyelhető legkorábbi részei Hatsepszut és III. Thotmesz korabeliek, a többi rész későbbi építmény. A hatodik pülónt követő udvarban két hatalmas gránitoszlop áll, északi és déli oldalukon Alsó-, valamint Felső-Egyiptom jelképes virágai. Az udvar északi oldalában Ámon és Amaunet szobrai állnak, melyek Tutanhamon idejéből származnak, az udvart követő gránit bárkaszentély pedig a Nagy Sándort követő Philipposz Arrhidaiosz építtette, feltehetőleg III. Thotmesz korabeli építmény helyén. A szentély körüli homokkő helyiségek Hatsepszut korabeliek, de némelyiket III. Thotmesz díszíttette hadjáratai képeivel és a templomnak adott ajándékok képével, közte a két obeliszkével.

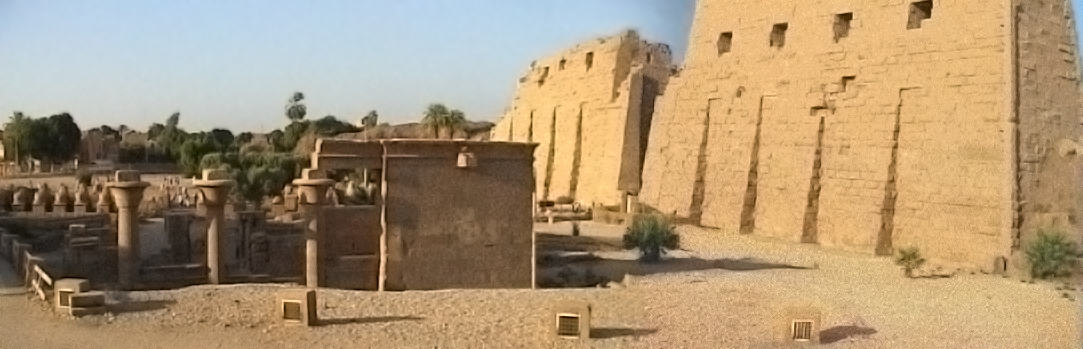
Ámon-Ré templomának előudvara

Emögött található egy nyitott központi udvar, azon a helyen, ahol feltehetőleg a templom legkorábbi része állt. Ezek a középbirodalom korából származó szentélymaradványok, amelyek minden valószínűség szerint a második átmeneti korban is tovább épültek. Itt alakították ki a szentélyt, amelyet még az ókorban széthordtak építőanyagnak, így nem sok maradt belőle. A központi udvar mögött III. Thotmesz elég jó állapotban fennmaradt ünnepi temploma áll, amelyet a fáraó saját maga istenítése és őskultusza ápolása céljából emelt. A Thotmesztől „A legragyogóbb emlékmű” nevet nyert templomnak a délnyugati sarkában található bejáratát egykor a király két szobra fogta közre. A bejárat egy előcsarnokba vezet, amelyből jobbra raktárak és más helyiségek nyílnak, balra pedig egy oszlopcsarnok. A csarnok tetejét körben négyszögletes oszlopok tartják, középen pedig sátorrudakra emlékeztető oszlopok, mellyel a nagy harcos fáraó feltehetőleg katonai sátrakat kívánt utánozni. A templomban Ámonnak, Szokarnak és a fáraó őseinek is van szentélye, a kopt keresztények pedig templomként használták egy időben az épületet, így az oszlopokon helyenként glóriás ikonok láthatóak. A templom egy előterét „Botanikus kert” néven ismerik, mert falai azokat az egzotikus növényeket és állatokat ábrázolják, melyekkel Thotmesz találkozott hadjáratai során. Itt volt eredetileg a karnaki királylista.
A 4. pülón előtti térben válik el a templom főtengelyétől az észak–déli, Mut szentélykörzete felé tartó tengely, melyen – bentről kifelé haladva – a hetedik, nyolcadik, kilencedik és tizedik pülón található. A hetedik pülónt III. Thotmesz építtette, de oldalfalait csak Merenptah idején fejezték be. A hetedik pülón és a főtengely közti udvarban találtak rá 1904-ben arra a rejtekhelyre, az ún. karnaki rejtekhelyre, melyből kb. 20 000 szobor és sztélé került elő. A nyolcadik pülónt Hatsepszut építtette. III. Thotmesz unokája, IV. Thotmesz visszaállíttatta a templom főtengelyének a kelet–nyugati tengelyt, ezzel az észak–déli tengely veszített fontosságából, bár még építtettek hozzá pülónokat: a kilencediket és a tizediket Horemheb idején; ezek falába illeszkedik egy korábbi épület, II. Amenhotep jubileumi temploma. Ez eredetileg a nyolcadik pülón előtt állhatott, a két újabb pülón építésekor Horemheb valószínűleg lebontatta, hogy távolabb építse fel. Horemheb a két pülón építésekor nagyrészt Ehnaton lebontott karnaki templomából, a Gempaatonból használt fel építőanyagot. A tizedik pülón előtt két hatalmas szobor áll, amelyek minden bizonnyal Horemhebet ábrázolják.

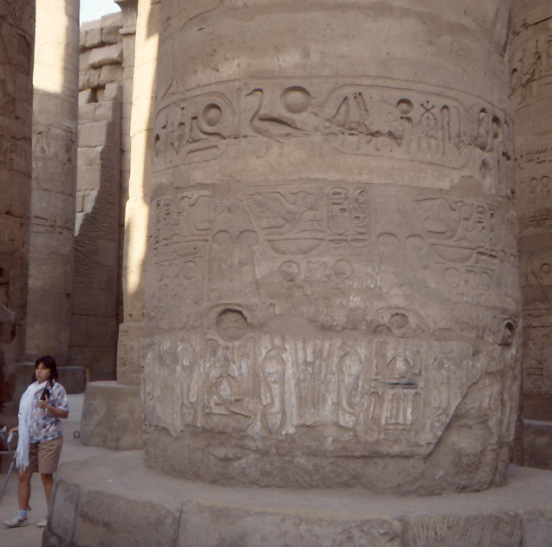
A nagy oszlopcsarnok egy oszlopa

IV. Thotmesz fia, III. Amenhotep építtette a kelet–nyugati tengelyen a 4. és 5. pülónok elé a 3. pülónt. Ebben számos újrafelhasznált kőtömböt találtak, amelyekből a szabadtéri múzeumban rekonstruálták az eredeti műemlékeket. Ez elé építtette a templom hatalmas oszlopcsarnokát, amelyben 134 papiruszoszlop áll, a 12 középső oszlop 22 m magas, a többi pedig kb. 15 m. A csarnok papiruszmocsarat jelképezett; oszlopai eredetileg tetőt tartottak. Köztük királyok és istenek szobrai álltak. Bár a csarnok építését még III. Amenhotep kezdte meg, díszítését már a következő dinasztia uralkodói, I. Széthi és fia, II. Ramszesz fejezték be. Ramszesz a csarnok külső falára csatajeleneteket vésetett (köztük a kádesi csata ábrázolását). Az oszlopcsarnok előtt állt 2. pülón, amelyet Horemheb idején kezdtek meg, de csak I. Széthi idején fejeztek be. A pülónból Ehnaton egy templomának építőkövei kerültek elő. Ez előtt II. Ramszesz két hatalmas lépő szobra állt, amelyek mára szinte teljesen elpusztultak. Velük szemben szintén Ramszesz egyik állószobra állt, lábainál legidősebb lánya, Bintanath kisebb szobrával. Ezt a Ramszesz-szobrot később több fáraó is elbitorolta.
A főtengely első két pülónja közti udvar 84,12×99,4 méter területű, mai formáját közel 1000 év alatt nyerte el, a XVIII. dinasztia uralmának végétől a ptolemaida korig. Kétoldalt I. Sesonk oszlopos folyosója húzódik. Az udvaron Taharka pavilonjának romjai láthatók. Ez az épület (melyet később II. Pszammetik kisajátított, a Ptolemaioszok pedig helyreállítottak) tíz oszlopból állt, melyeket alacsony fal kötött össze, felül nyitott volt; feltehetőleg különleges funkciót töltött be, talán a „Nappal való egyesülést” szolgálta.
Az udvarban áll még egy II. Széthi által emeltetett bárkakápolna, mely a thébai háromság tiszteletére épült, ókori neve Széthi-Merneptah palotája Ámon templomában volt. Vele szemben Tutanhamon egy szfinxe található. Az udvarban ezen kívül több másik szfinx is van, ezek eredetileg a templomhoz vezető felvonulási úton álltak, mielőtt ezt az első udvart kialakították. Az udvarból nyílik továbbá III. Ramszesznek egy temploma, mely a fáraó halotti templomának kicsinyített mása.
Az első udvarból nyílik a szabadtéri múzeum, ahol kisebb, lebontott építményeket rekonstruáltak, többek közt I. Szenuszert mészkőkápolnáját, I. Amenhotep és II. Amenhotep szentélyeit, valamint Hatsepszut ún. vörös kápolnáját.

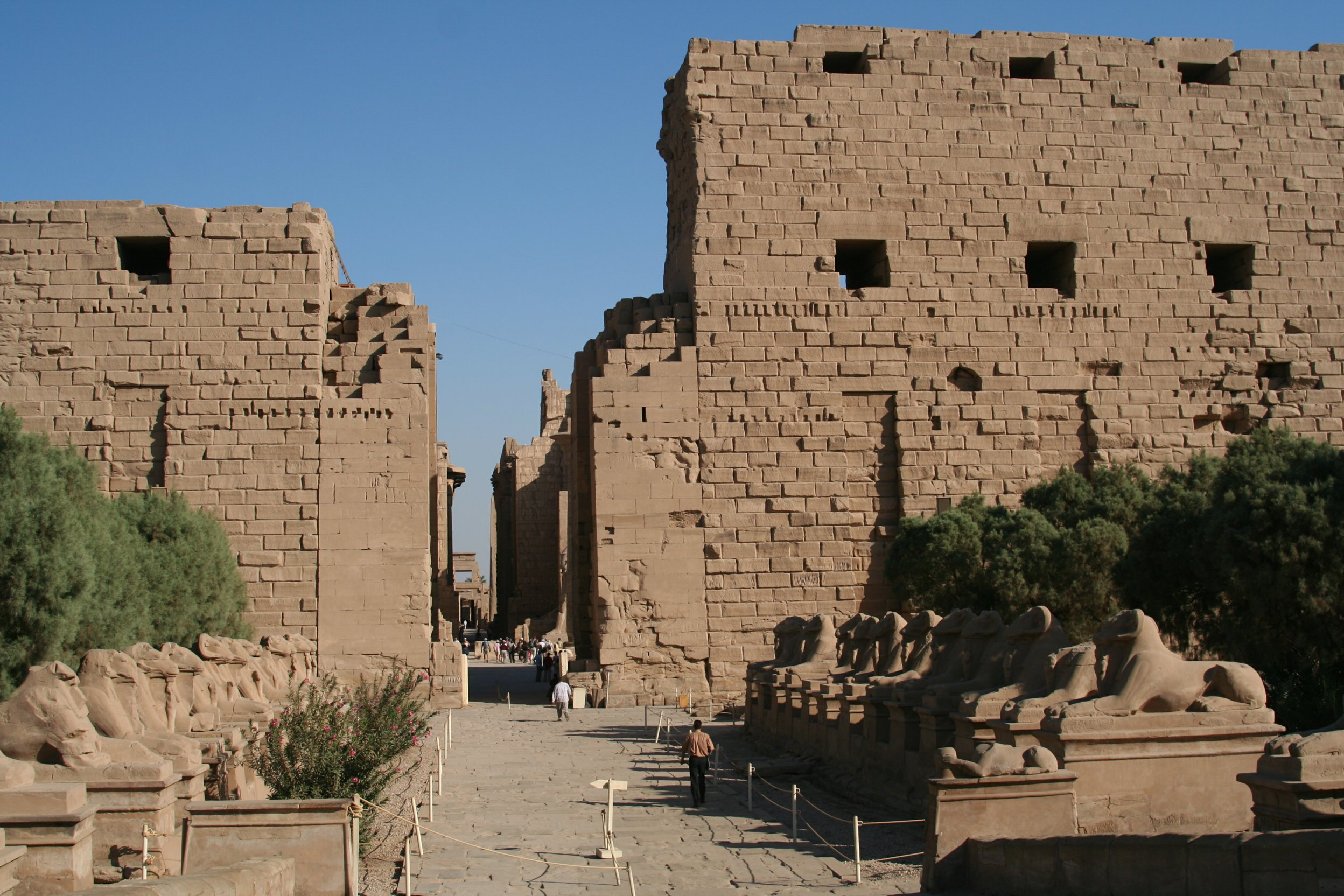
Az első pülón nyugat felől nézve

Az első, legújabb pülón, melyet valószínűleg Nektanebosz épített, kb. 40 méter magas lehetett, tulajdonképpen befejezetlenül maradt. Ma az északi pülón 21,7 m, a déli 31,65 m magas, a kapu 19,36 méter magas, belső vastagsága 7,4 m. A magasban látható még rajta egy felirat, amelyet Napóleon Bonaparte tábornok expedíciója hagyott hátra. Nektanebó építtette a templom hátsó kapuzatát is III. Thotmesz temploma mögött (melynek hátsó fala elpusztult, így itt ki lehet menni a falhoz épített kis szentélyfülkékhez, ahol az ókorban a köznép – akik magába a templomba nem mehettek be, csak a szentélykörzetbe – fordulhatott az istenekhez). Ezen túl található a csaknem 20 méter magas hátsó bejárat. Itt áll az IV. Oszorkon által emeltetett kis templom, mely Ozirisz-Hekadzset („Ozirisz, az Örökkévalóság Ura”) tiszteletére épült; valamint több kisebb szentély.

### III. Ramszesz temploma
III. Ramszesznek az Ámon-Ré-templom nagy előudvarából jobbra nyíló temploma valójában a király Medinet Habu-i halotti templomának kicsinyített mása. Ennek megfelelően első udvarát a fáraót Oziriszként ábrázoló szobrok veszik körül. Beljebb oszlopcsarnok, illetve a thébai hármasság tiszteletére emelt szentély látható.
A templom bejáratától keletre nyílik a szent kerületből az ún. bubasztiszi kapu. Ezen át lehet kijutni az előudvarból az Ámon-Ré-templom déli külső falához, amelyen a foglyokra lesújtó I. Sesonk fáraó látható, akit a Biblia is megemlít.

### Honszu temploma

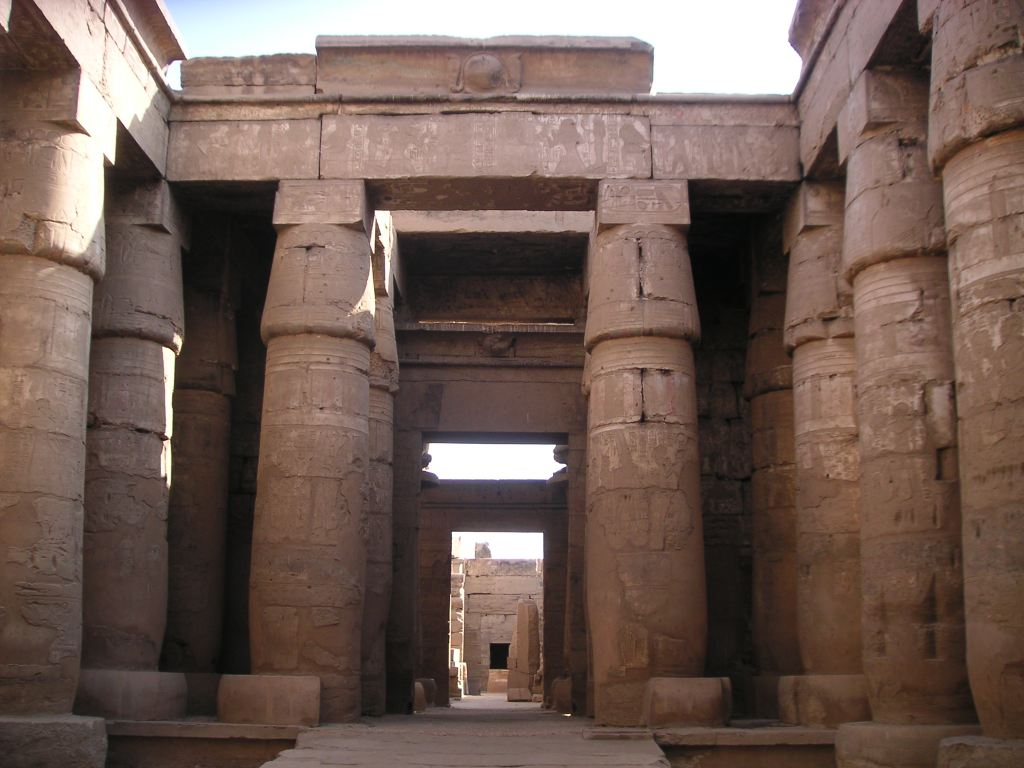
Honszu templomának oszlopai

Ámon körzetén belül temploma áll a thébai hármasság harmadik tagjának, Ámon és Mut fiának, Honszu holdistennek is. A templom az újbirodalmi templomépítészet kicsi, de tökéletes példája. Építését III. Ramszesz idején kezdték meg az építését, egy korábbi templom helyén; ennek a templomnak az építését említi a Harris-papirusz – „Lakhelyet építtettem fiadnak, Honszunak Thébában, jó minőségű homokkőből, vörös kavicsos homokkőből és fekete kőből (gránit). Ajtófélfáit és ajtajait arannyal és elektrumberakással díszítettem, hogy olyan legyen, mint az ég horizontja.” III. Ramszesz kártusa csak a bárkaszentély mögötti négyoszlopos csarnokból nyíló hét kápolnában jelenik meg, ezek a templom legkorábbi részei. A templomot később többen bővítették, IV. Ramszesz és XI. Ramszesz, valamint a már fáraói hatalommal bíró főpapok, I. Pinedzsem és Herihór nevei tűnnek fel rajta. Díszítése nagyrészt ramesszida és ptolemaida kori.
A bejárata szfinxekkel szegélyezett útról nyílik. A pülón 34,5 méter széles, 7 m vastag és 18 m magas. Díszítésének domborművei Pinedzsem főpapot, feleségét, Henuttauit, valamint lányukat, Maatkaré főpapnőt ábrázolják. Magába a templomba oszlopos udvaron át jutunk, melyben négy sorban huszonnyolc oszlop áll. Itt több helyütt Herihórt, az Egyiptom déli részén XI. Ramszesszel egyidőben a fáraóéval azonos hatalommal uralkodó Ámon-főpapot uralkodóként ábrázolják és nevét teljes királyi titulatúrával írják. Az udvar vége felé álló oszlopok közül több is feltehetőleg III. Amenhotep hatalmas halotti templomából származik.
Az udvar után mindössze nyolc oszlopos oszlopcsarnok következik, itt XI. Ramszeszt és Herihórt is megnevezik. Innen jutunk a szentélybe, ahonnan kápolnák nyílnak jobbra és balra, a domborművek IV. Ramszeszt említik, a díszítések a thébai háromság előtt áldozó fáraót ábrázolják A szentély délkeleti sarkában lépcső vezet a tetőre, ahol napkápolna áll és ahonnan jó kilátás nyílik Karnakra. David Roberts ezt a kilátást örökítette meg egy rajzán. A bárkaszentély mögött pronaosz helyezkedik el, ebből egyenesen három szentélybe jutunk, jobbra és balra pedig két-két kisebb szentély nyílik. Az egyiknek díszítése a halott Oziriszt, valamint Íziszt és Nebethetet ábrázolja.
A templomot körülvevő fal kapuját III. Ptolemaiosz építtette, ma Báb el-Amara néven ismerik. A templom jelentős része épülhetett korábbi épületek újra felhasznált köveiből, amint azt a nem odaillő, összevissza képek is mutatják, mint például egy fejjel lefelé álló harci kocsi ábrázolása a tetőre vezető lépcsőnél.

### Ptah temploma

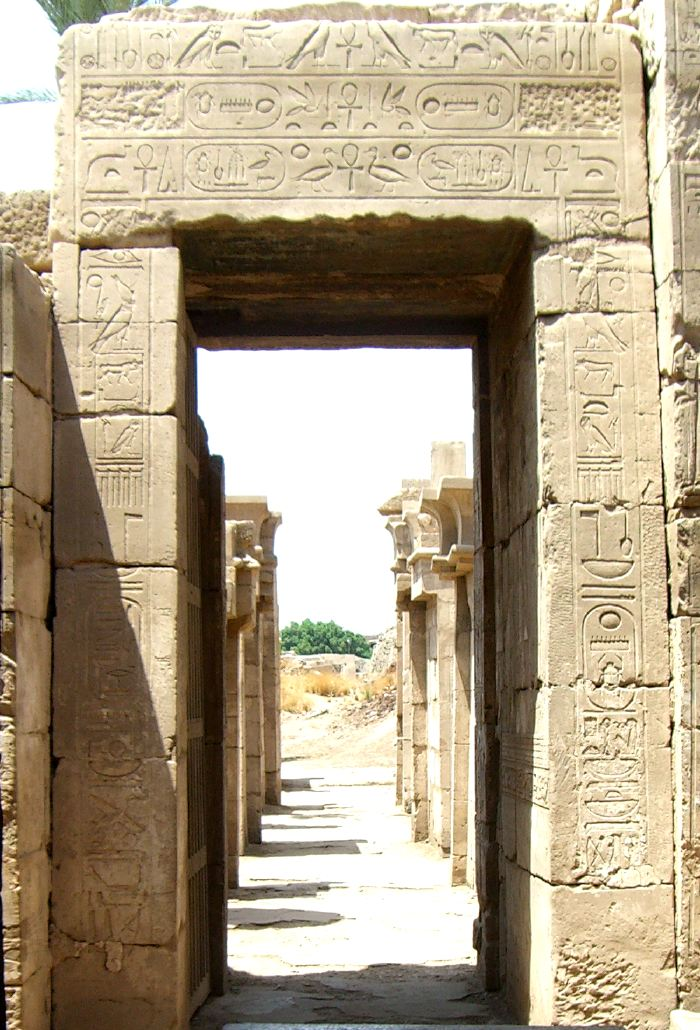
Kapu Ptah templomában, III. Thotmesz kártusával

Ptah kis temploma Ámon szentélykerületének északi oldalán áll, a Montu kerületébe átvezető kapu közelében. Legkorábbi része III. Thotmesz uralkodása alatt épült, középbirodalmi templom helyén; később több uralkodó, köztük a núbiai Sabaka és a Ptolemaioszok is bővítették, illetve helyreállították.
A templom Ámon-Ré templomához hasonlóan kelet–nyugati tájolású. Öt, egymást követő bejárata különböző korokban épült – a legkülső, legújabb VI. Ptolemaiosz, XI. Ptolemaiosz és XIII. Ptolemaiosz nevét viseli, a második és a negyedik Sabakáét, a harmadik XIII. Ptolemaioszét. A negyedik és ötödik kapu közt találták III. Thotmesznek a templom építéséről írt sztéléjét. Az ötödik kapun III. Thotmesz neve áll, utána III. Ptolemaiosz által emeltetett oszlopok következnek, a hatodik kapu pülónok közt vezet át, majd egy kis oltár és a hetedik kapu után következik a három szentély. A középsőben áll Ptah fekete gránitszobra, mely sajnos fejetlen. Tőle délre felesége, a Hathorral azonosított Szahmet szentélye található. Az ő szobra szintén fekete gránitból készült. Az északi kápolnában két, az istenek közé emelt írnokot tiszteltek Ptah és Hathor mellett: az óbirodalmi Imhotepet, akit Ptah fiának tekintettek, valamint az újbirodalmi Hapu fia Amenhotepet. Hathor előtt a Hórusz-gyermek látható.
A templomot 1900-ban kezdték feltárni. A munkálatokat megnehezítette, hogy a munkások féltek a helytől, ahol hét kisgyermek tűnt el, és emiatt „gyermekek sírja”-ként emlegették. Úgy gondolták, gonosz lélek lakik benne. G. Legrain egy fekete gránitból készült Thot-szobrot fedezett fel a templomban. Miután ezt Kairóba szállíttatta, a helybeliek úgy vélték, a gonosz szellem elhagyta a helyet.

### Opet temploma
Opet vízilóistennőnek, a szülő nők védelmezőjének kis temploma Honszué mögött áll, a templomkörzet nyugati falánál. Saját bejárata van a templomkörzeten kívülről. Legnagyobb része VIII. Ptolemaiosz uralkodása alatt épült, de díszítéssel még a római korban is ellátták.
A Honszu-templom felől megközelítve ajtaja rögtön a szentélybe nyílik. A külső bejáraton át megközelítve 6,6 m széles, 12,55 m hosszú folyosón lehet bejutni a két, egymást követő udvarba, melyek mögött megemelt szinten áll maga a szentély.
Bár Opetnek szentelték, a templom arra a feltámadás-mítoszra utal, amelyet Ámon-Ré Ozirisztől vett át. A templom rejtett és föld alatti üregei az isten jelképes sírjának épültek.
Az Opet-templom jelenleg nem látogatható, restaurálás alatt áll.

### A szent tó
Ámon templomkörzetében talajvízzel telt szent tó is található, ez a papok rituális tisztálkodásához biztosította a vizet. Északnyugati szegletében Taharka kápolnája áll, ennek föld alatti helyiségeibe olyan szövegeket írtak fel, melyek a napisten éjszakai alvilági útjáról és szkarabeuszként való újjászületéséről szólnak. Valószínűleg ezért hozták ide azt a hatalmas szkarabeuszszobrot, amely eredetileg III. Amenhotep halotti templomában állt. Itt hever egy Hatsepszut által állíttatott obeliszk piramidionja is. A tótól keletre voltak a papok lakásai, délre pedig Ámon szent ludainak óljai, ahonnan egy kőalagúton át tudtak kijutni a madarak a tóra.

## Mut templomkörzete

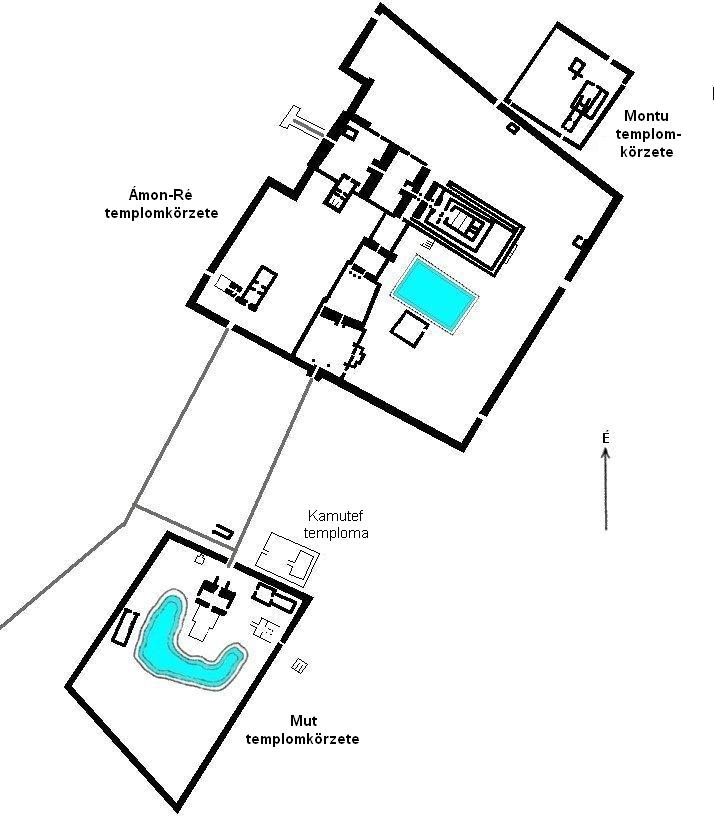
A karnaki templomkomplexum alaprajza

A Mut istennő tiszteletére emelt templomon kívül több építmény is állt a kb. 250×350 méteres templomkörzetben. Ezekből a legjelentősebb Honszupakhred temploma. III. Ramszesz temploma igen romos állapotban maradt fenn. A XXV. és XXVI. dinasztiák idején több kis magánkápolna is épült, például Montuemhat kormányzóé és fiáé, Neszptahé, valamint I. Nitókrisz főpapnőé.
A legutóbbi ásatások alapján a második átmeneti korig település állt ezen a területen. A Mut-templom főként az újbirodalom idején épült, de az építkezések egészen a ptolemaida korig folytak.
Hatsepszut és III. Thotmesz idején Mut szent kerülete feltehetőleg csak magából a templomból és az azt három oldalról körülvevő szent tóból, az iseruból állt. Az iseru tó tipikusan az oroszlán formában is megjelenő istennők templomaira volt jellemző, mint amilyen a Muttal fokozatosan egybeolvadó Szahmet volt. Ez a legnagyobb fennmaradt szent tó Egyiptomban; feltehetőleg víz alatti forrás táplálja.
A főépületet még a XVIII. dinasztia idején megnagyobbították, főként III. Amenhotep alatt. Ekkor épülhetett mai második pülónja. Az ezt megelőző első pülón a XIX. dinasztia idején épült. Ezek lehetséges, hogy korábbi falak helyére kerültek. A XV. dinasztiabeli Taharka fáraó alatt hatalmas bővítésre került sor, melyeket Montuemhat, Théba polgármestere, Felső-Egyiptom kormányzója felügyelt.
Építkezések és helyreállító munkálatok a Ptolemaiosz-korban is folytak, sőt, még Augustus és Tiberius is végeztetett itt munkálatokat, az 1. században azonban a templomkörzet jelentősége csökkenni kezdett. Ahogy az istennő kultusza végleg eltűnt, falu alakult ki a helyen, sok épületet építőanyagként széthordtak.
A szent kerület bejáratán kívül még egy Ámon-Kamutef („Ámon, anyja bikája”) tiszteletére emelt templom, valamint egy Hatsepszut- és III. Thotmesz-kori bárkaszentély állt, keletre pedig II. Nektanebosz kicsi temploma. Mut szentélykörzete nem látogatható, az ásatások jelenleg is folynak.

### Mut temploma

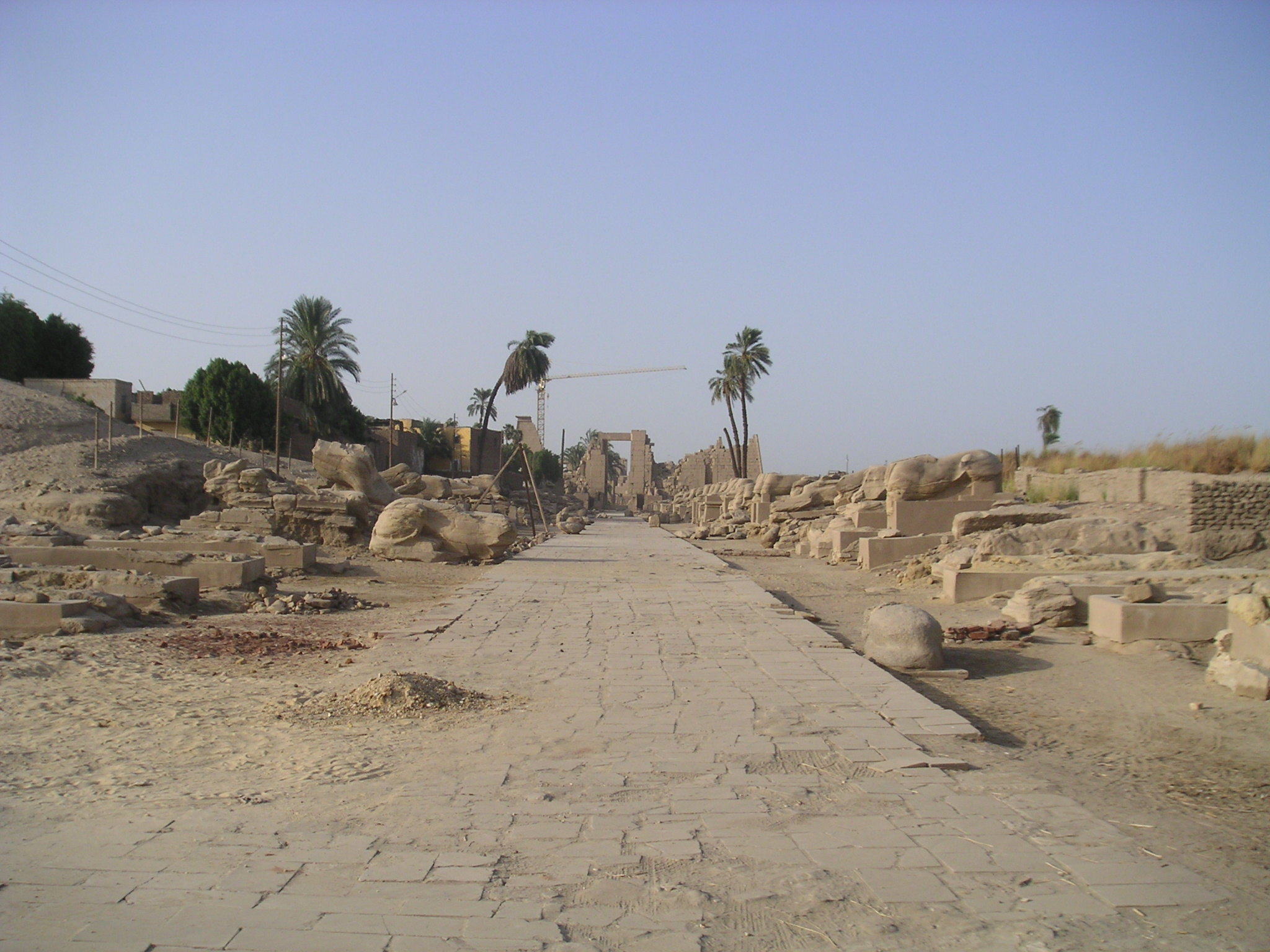
Az Ámon és Mut szentélykörzetét összekötő út

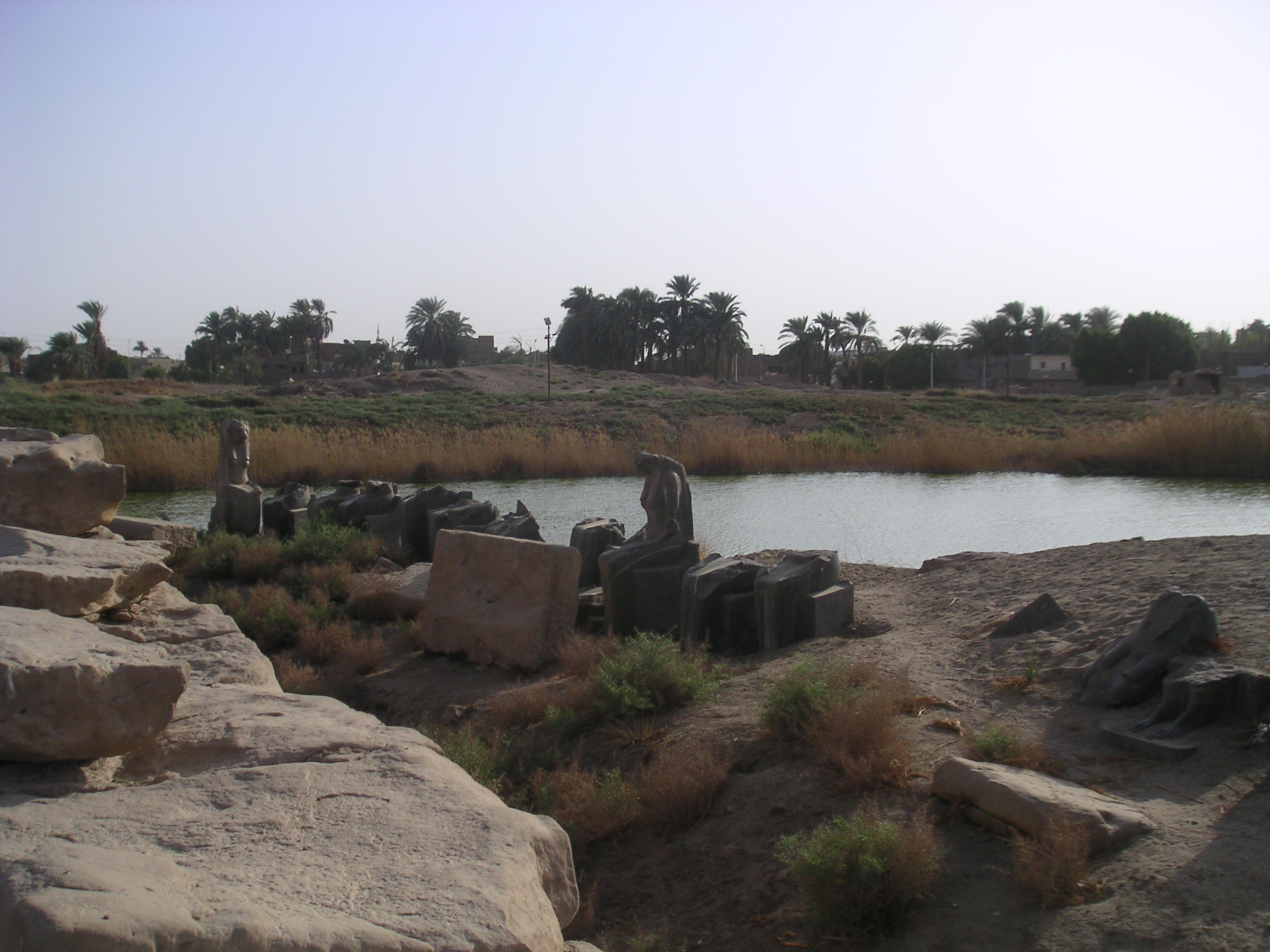
A szent tó, partján Szahmet szobraival

A templom Ámon temploma felé fordul, bejárata észak felől nyílik. Keleti, déli és nyugati irányból veszi körül az iseru. Első pülónját II. Széthi építtette, Bész domborművei és a ptolemaida korban felírt Mut-himnuszok díszítik. Emögött nyolcoszlopos előudvar húzódik meg, amelyet egy második pülón, majd egy belső udvar követ Hathor-fejes oszlopokkal és Szahmet szobraival. Emögött kis oszlopos csarnok helyezkedik el, ezután következik a szentély, amelyet kisebb helyiségek vesznek körül.
Az első udvar oldalfalainál körben több mint 700 Szahmet-szobor állt. Ezeket, bár nagyrészt egyformák, más-más személyek állíttatták, köztük II. Ramszesz fáraó, I. Pinodzsem főpap és Duathathor-Henuttaui hercegnő-királyné, legtöbbjükön azonban III. Amenhotep neve áll, és feltehetőleg eredetileg az ő hatalmas halotti templomában álltak, és a XIX. dinasztia uralmának idején hozták át őket Mut szent kerületébe, amikor Mut és Szahmet egyre inkább egybeolvadtak. Mindegyiken más felirat áll, mely különböző mítoszokkal és az istennő más-más aspektusaival hozható összefüggésbe: „Szahmet, Ptah kedveltje”, „Szahmet, a nyugati sivatag úrnője”, „Szahmet Básztet házában” (Básztet kultusza már korábban egybeolvadt Szahmetével), „Szahmet, a hatalmas” és „Szahmet, Szobek kedveltje”. Az istennőnek a világ múzeumaiban található szobrai nagy része innen származik.

### Honszupakhred temploma
Honszupakhred („Honszu, a Gyermek”) temploma eredetileg Mut kerületén kívül állt. Taharka idején bővítették ki úgy a templomkörzet határait, hogy a Honszu-templom – amelyre már a XXI. dinasztia ideje óta a fáraó isteni születése templomaként tekintettek – is belekerüljön. A templomot a XVIII. dinasztia idején építették, később II. Ramszesz építtetett hozzá előudvart és egy pülónt, valamint felállíttatta itt két hatalmas gránitszobrát és két hatalmas alabástromsztélét. Ezek egyike egy hettita hercegnővel kötött házasságának állít emléket, a másik Ramszesznek a templomon végzett munkálatairól tudósít.
A templom jelentős részben újbirodalmi épületek újra felhasznált köveiből épült.

### III. Ramszesz temploma
III. Ramszesz Mut templomkörzetében is állíttatott egy templomot, a szent tó mellett, de ez mára csaknem teljesen elpusztult. A templom alaprajzában hasonló volt az Ámon-Ré templomkörzetében állóhoz. A bejáratánál álló kolosszusok romokban megmaradtak, illetve néhány csatajelenet ábrázolása is.
A XXV. dinasztia idejére a templomot, úgy tűnik, már nem használták, mert Honszupakhred temploma második pülónjához innen is felhasználtak köveket, többek közt a két kolosszus fejét.

## Montu templomkörzete

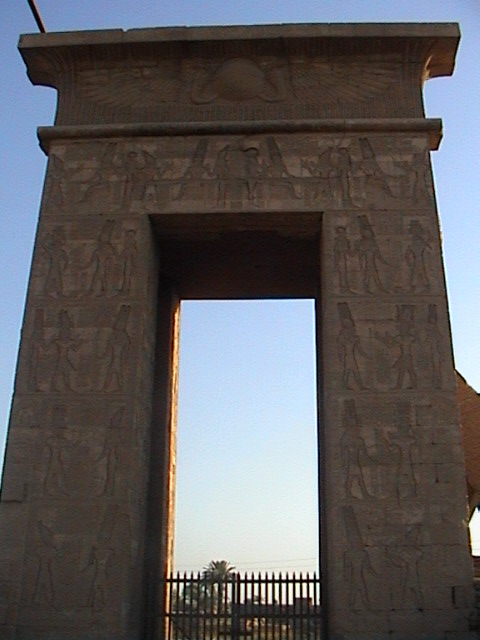
Kapu Montu templomában

Montu háborúisten volt Théba főistene, mielőtt Ámon átvette tőle ezt a szerepet. A három karnaki templomkörzet közül az övé a legkisebb. A templomkörzet Ámonétól északra helyezkedik el, és saját kikötője van. Szfinxekkel szegélyezett felvonulási út vezet a bejárathoz. A templomkörzetben Montu templomán kívül még kisebb templomok is állnak, többek közt Maat, az igazság istennője tiszteletére. A körzet falain kívül áll I. Thotmesz kis temploma és egy Ozirisz tiszteletére emelt kápolna. A bejárati kaputól kb. 60 méterre kis kápolna állt, benne II. Széthi homokkő- és Horemheb alabástromszobrával.
A templomkörzet falát valószínűleg III. Ptolemaiosz építtette, nagy kapuján az ő és fia, IV. Ptolemaiosz neve áll, bár lehetséges, hogy a fal és a kapu is korábbi, I. Nektanebosz műve. A kapu 18,75 m magas és 10,96 m széles, és korábbi, valószínűleg XVIII. dinasztiabeli kapu helyére épült. A kapu hasonlít a Honszu-temploméhoz, de négy regiszterre van osztva (Montu szent száma). Díszítése kétoldalt a fáraót ábrázolja a keleti részen Felső-, a nyugati részen Alsó-Egyiptom koronájával fején, felül pedig a triádot, akiknek tiszteletére épült a templom: Montut, feleségét, Rat-tauit és Hóruszt, a gyermeket. Ahogy haladunk át a kapun, kétoldalt szintén négy regiszterre van osztva a fal: az alsóban a király földet ajánl fel Ámon-Rének; fölötte Maatot, az igazságot ajánlja fel Honszunak, Mutnak pedig szisztrumot; efölött III. Ptolemaiosz és II. Bereniké vizet és sót áldoznak Montunak, a legfelső jeleneten pedig a király Széth két állatát, egy teknősbékát és egy kígyót döf át lándzsájával. A kapu északi homlokzata Ámont, Mutot és Honszut ábrázolja, valamint a királyt, amint boráldozatot mutat be Montunak.
Maga a Montu-templom észak–déli tájolású. III. Amenhotep idején épült, valószínűleg egy sokkal régebbi épület helyén, de később többen módosították. Úgy tűnik, két szakaszban épült, az elsőben négyzetes alaprajzú volt, szentélyből, mellékkamrákból és előcsarnokból állt, amely előtt tizenkét oszlop sorakozott. A szentélynek egyedülálló tolóajtaja volt. Az építkezés második szakaszában az eredeti oszlopokon kívül még további oszlopokat állítottak úgy, hogy a templom előtt négyzetes, oszlopokkal körülvett udvar legyen, a szentély mögé pedig újabbat építettek, az eredeti szentélyből így újabb előcsarnok lett. A megemelt alapra épült templomhoz ekkor épült a lépcső is. Taharka uralkodása alatt húsz oszlopból álló oszlopsort emeltek a bejárathoz vezető út kétoldalára.
Montu templomának hátuljához Maat istennő kis szentélye csatlakozik, ennek tengelye megegyezik a Montu-temploméval, csak az ellenkező irányból nyílik. Ez a templom csak kis oszlopos csarnokból és udvarból állt. Montu templomának homlokzatától nyugatra kis, négyszögletes mesterséges tó volt, amelyet kelet és dél felől lépcső, nyugat felől nilométer (vízszintmérő) határolt. Valószínűleg a templomkörzeten belüli Hórpakhred- (Hórusz, a gyermek) templomot is Taharka emeltette. A szentélybe oszlopcsarnok vezet Hathor-fejes oszlopokkal.

## Más építmények

### Gempaaton
A Gempaaton-komplexum épületei IV. Amenhotep (a későbbi Ehnaton) elsőként emelt építményei voltak. A fő templom, a Gempaaton („A Napkorong megtaláltatott”) az általa emeltetett első Aton-templom volt, egy fedett oszlopsorral körülvett nyitott udvarból állt, díszítései a fáraó szed-ünnepét ábrázolták. Az épületegyütteshez tartozott a Hut-benben („A benben-kő palotája”) nevű templom, amelyet feltehetőleg Nofertiti királyné számára emeltek, valamint egy királyi palota, ahová a királyi család átköltözött a III. Amenhotep által emeltetett, ma Malkataként ismert palotából, valamint két, kevéssé ismert funkciójú épület, a Rud-menu és a Teni-menu.
Ehnaton halála után karnaki épületeit lebontották, több mint 36 000 építőkövét az Ámon-templom nagy oszlopcsarnokába és pülónjaba építették be

### A C-templom
Az úgynevezett „C-templom” egy kis, Ptolemaiosz-kori homokkőtemplom, amely Ámon-Ré templomkörzetének délkeleti sarkától kb. 75 méterre keletre helyezkedik el. Az épület magja az i. e. 3. században épült, korábbi épület helyén, jelenlegi előudvara az i. e. 2. vagy 1. században készült. A templom még a római korban is használatos volt. Az épületet vályogtégla fal vette körül, felvonulási út vezetett a külső kaputól a templom négyoszlopos előcsarnokáig. Több kisebb helyiség is tartozott hozzá, köztük valószínűleg egy egészségház. Champollion ennek a templomnak a területén találta az ún. Bentres-sztélét.